# Lista localităților arabe depopulate în urma exodului palestinian din 1948
În jur de 400 de orașe și sate arabe din Palestina au fost depopulate în timpul exodului palestinian din 1948. Unele localități au fost complet distruse sau lăsate în condiții de nelocuit, în timp ce altele au fost păstrate cu doar câteva sute de locuitori arabi și repopulate apoi cu imigranți evrei, iar ulterior redenumite.
Parte a Israelului au devenit și circa 100 de sate și două orașe cu populație parțial arabă. Arabii au rămas în număr mic în unele orașe (Haifa, Jaffa și Acra), în timp ce Ierusalimul a fost divizat între Iordania și Israel. În jur de 30.000 de palestinieni au rămas în Ierusalim, în ceea ce a devenit Ierusalimul de Est, partea arabă a orașului. În plus, circa 30.000 de refugiați ne-evrei s-au stabilit în Ierusalimul de Est, iar 5.000 de refugiați evrei s-au mutat din Orașul Vechi în Ierusalimul de Vest, aflat în partea israeliană. Majoritatea rezidenților arabi sau ne-evrei, precum grecii și armenii, care trăiseră până atunci în orașe devenite în 1948 israeliene și ulterior redenumite (Acra, Haifa, Safad, Tiberias, Așkelon, Beersheba, Jaffa și Beisan), au fugit sau au fost alungați. Majoritatea palestinienilor rămași în orașe sunt la origine refugiații din fostele sate palestiniene din jurul acestora.
Există peste 120 de „cărți memoriale ale satelor”, care documentează istoria satelor palestiniene depopulate. Aceste cărți au la bază mărturiile unora dintre locuitori. Rochelle A. Davis, profesor asociat la Centrul pentru Studii Contemporane Arabe al Universității Georgetown, consideră că autorii acestor cărți caută „să transmită generațiilor viitoare informații despre satele lor și despre setul lor de valori”.
Orașele și satele palestiniene listate mai jos sunt ordonate conform subdistrictelor de care aparțineau în Palestina Mandatară.

## Orașe
- Acra
- Haifa
- Safad
- Tiberias
- Ramle
- Lydda
- Al-Majdal, Askalan (redenumit Așkelon)
- Beer Șeva
- Jaffa
- Beisan

## Sate

### Subdistrictul Acra
| - al-Bassa - atac militar, expulzare de către forțele Yishuv, 14 mai 1948. - al-Birwa - atac militar, 11 iunie 1948 sau jumătatea lunii iulie. - al-Damun - atac militar, 15–16 iulie 1948. - al-Ghabisiyya - al-Kabri – atac militar, teamă, 21 mai 1948. - al-Manshiyya – atac militar, 14 mai 1948. - al-Mansura – expulzare de către forțele Yishuv, începutul lunii noiembrie 1948. - al-Nabi Rubin - al-Nahr - atac militar, 21 mai 1948. - al-Ruways - al-Sumayriyya atac militar, 14 mai 1948. - al-Tall (Tell) - atac militar, 21 mai 1948. - Amqa - atac militar, 10–11 iulie 1948. - Arab al-Samniyya | - Az-Zeeb (al-Zib) - atac militar, 14 mai 1948. - Dayr al-Qassi - Iqrit - expulzare de către forțele Yishuv, începutul lunii noiembrie 1948. - Kafr 'Inan – expulzare de către forțele Yishuv, începutul lunii februarie 1949. - Khirbat Iribbin - Khirbat Jiddin - Kuwaykat – atac militar, 10 iulie 1948. - Mi'ar - Sha'ab - Suhmata - atac militar, 30 octombrie 1948. - Suruh - expulzare de către forțele Yishuv, începutul lunii noiembrie 1948. - Tarbikha - expulzare de către forțele Yishuv, începutul lunii noiembrie 1948. - Umm al-Faraj - atac militar, 21 mai 1948. |

### Subdistrictul Beer Șeva
- al-Imara
- al-Jammama
- al-Khalasa
- Beersheba, atac militar, expulzări, 20 octombrie 1948
- Umm al-Rashrash

### Subdistrictul Beisan
| - al-Ashrafiyya - Al-Bira - al-Fatur - al-Ghazzawiyya - al-Hamidiyya - Al-Hamra - al-Khunayzir - al-Murassas - al-Sakhina - al-Samiriyya | - al-Tira - Arab al-'Arida - Arab al-Bawati - Arab al-Safa - Beisan - Danna - Farwana - Jabbul - Kafra - Kawkab al-Hawa | - Khirbat Al-Taqa - Khirbat Umm Sabuna - Khirbat Zawiya - Masil al-Jizl - Qumya - Sirin - ordin de evacuare arab, aprilie–mai 1948. - Tall al-Shawk - Umm 'Ajra - Yubla - Zab'a |

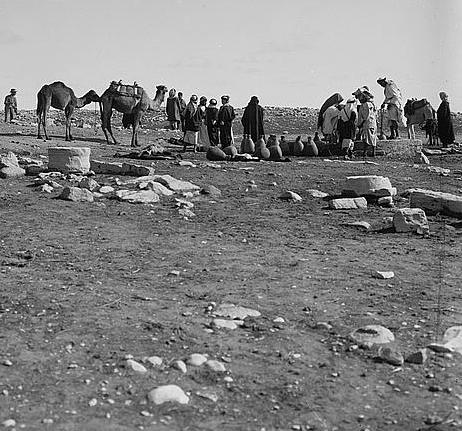
Fântână în al-Khalasa, 1900–26
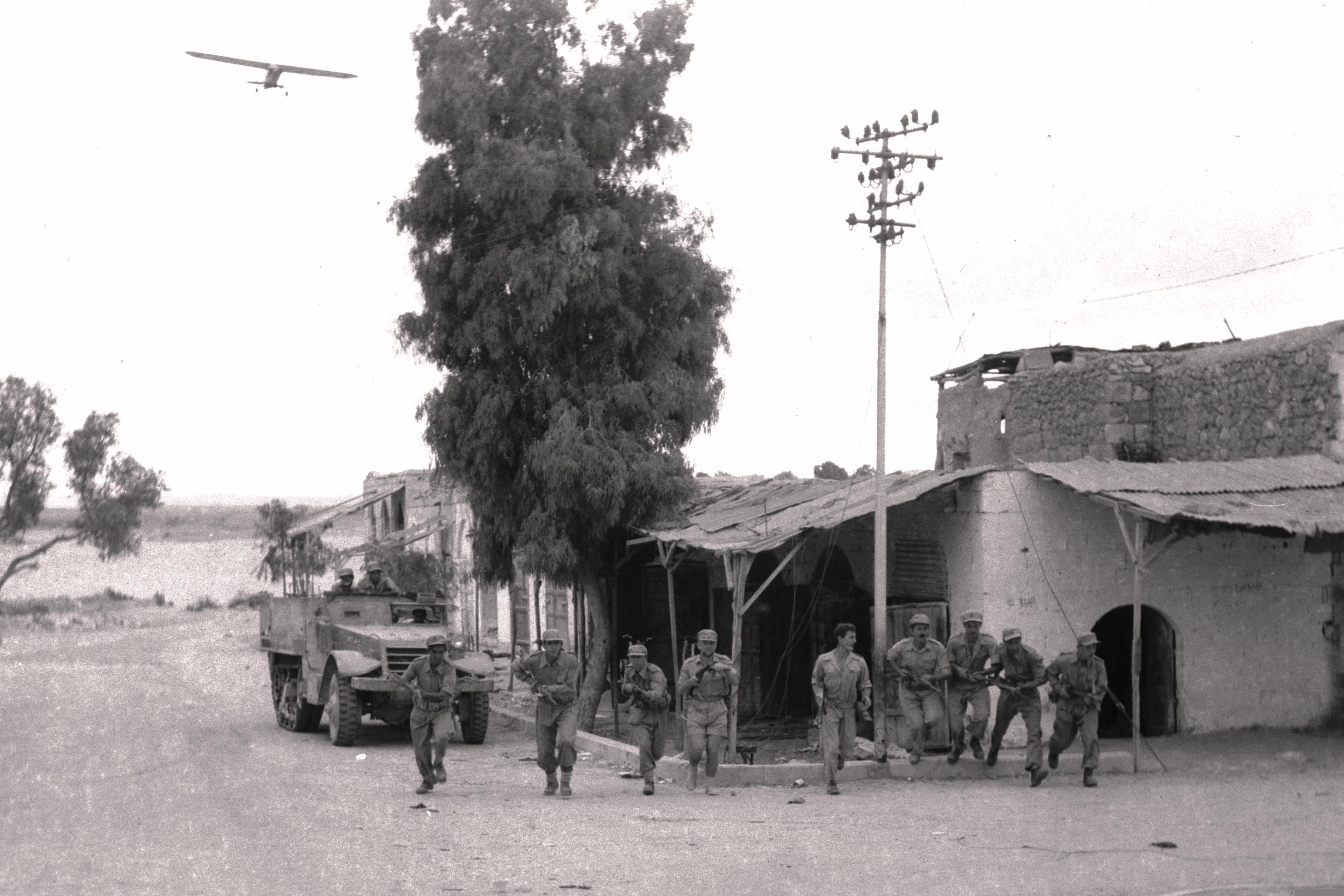
Trupele israeliene în Beersheba, 20 octombrie 1948

### Subdistrictul Gaza
| - al-Batani al-Gharbi - al-Batani al-Sharqi - al-Faluja - al-Jaladiyya - al-Jiyya - al-Jura - al-Khisas - al-Masmiyya al-Kabira - al-Masmiyya al-Saghira - al-Muharraqa - al-Sawafir al-Gharbiyya - al-Sawafir al-Shamaliyya - al-Sawafir al-Sharqiyya - Arab Suqrir - Isdud - al-Majdal | - Barbara - Barqa - Bayt 'Affa - Bayt Daras - Bayt Jirja - Bayt Tima - Bil'in - Burayr - Dayr Sunayd - Dimra - Hamama - Hatta - Hiribya - Huj - Hulayqat - Ibdis | - Iraq al-Manshiyya - Iraq Suwaydan - Julis - Jusayr - Karatiyya - Kawfakha - Kawkaba - Najd - Ni'ilya - Qastina - Simsim - Summil - Tall al-Turmus - Yasur |

Al-Faluja, 28 februarie 1949

### Subdistrictul Haifa
| - Abu Shusha - Abu Zurayq - al-Butaymat - al-Ghubayya al-Fawqa - al-Ghubayya al-Tahta - Al-Jalama - al-Kafrayn - al-Mansi - Al-Mazar - al-Rihaniyya - al-Sarafand - al-Sindiyana - al-Tira - Arab al-Fuqara - Arab al-Nufay'at - Arab Zahrat al-Dumayri - Atlit - Ayn Ghazal | - Balad al-Sheikh - Barrat Qisarya - Burayka - Qisarya - Daliyat al-Rawha' - Ayn Hawd - Hawsha - Ijzim - Jaba' - Kabara - Kafr Lam - Khirbat Al-Burj - Khirbat Al-Dumun - Khirbat Al-Kasayir - Khirbat Al-Manara - Khirbat Al-Mansura - Khirbat al-Sarkas - Khirbat al-Sawamir | - Khirbat al-Shuna - Khirbat Lid - Khirbat Qumbaza - Khirbat Sa'sa' - Khubbayza - Naghnaghiya - Qamun - Qannir - Qira - Sabbarin - Tantura - Tiberias - Umm ash Shauf - Umm az-Zinat - Wa'arat al-Sarris - Wadi Ara - Yajur |

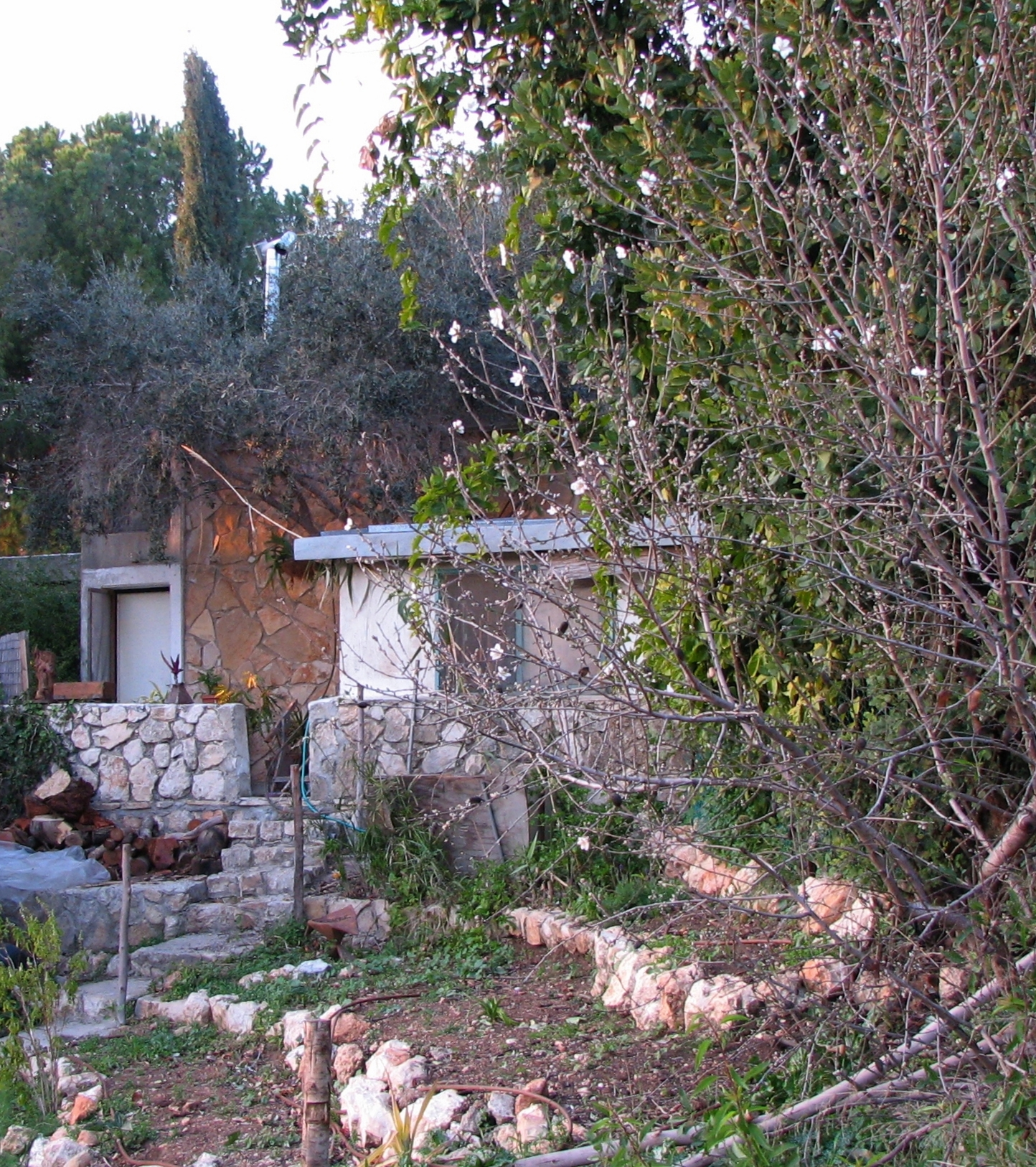
Ein Hod, 2009
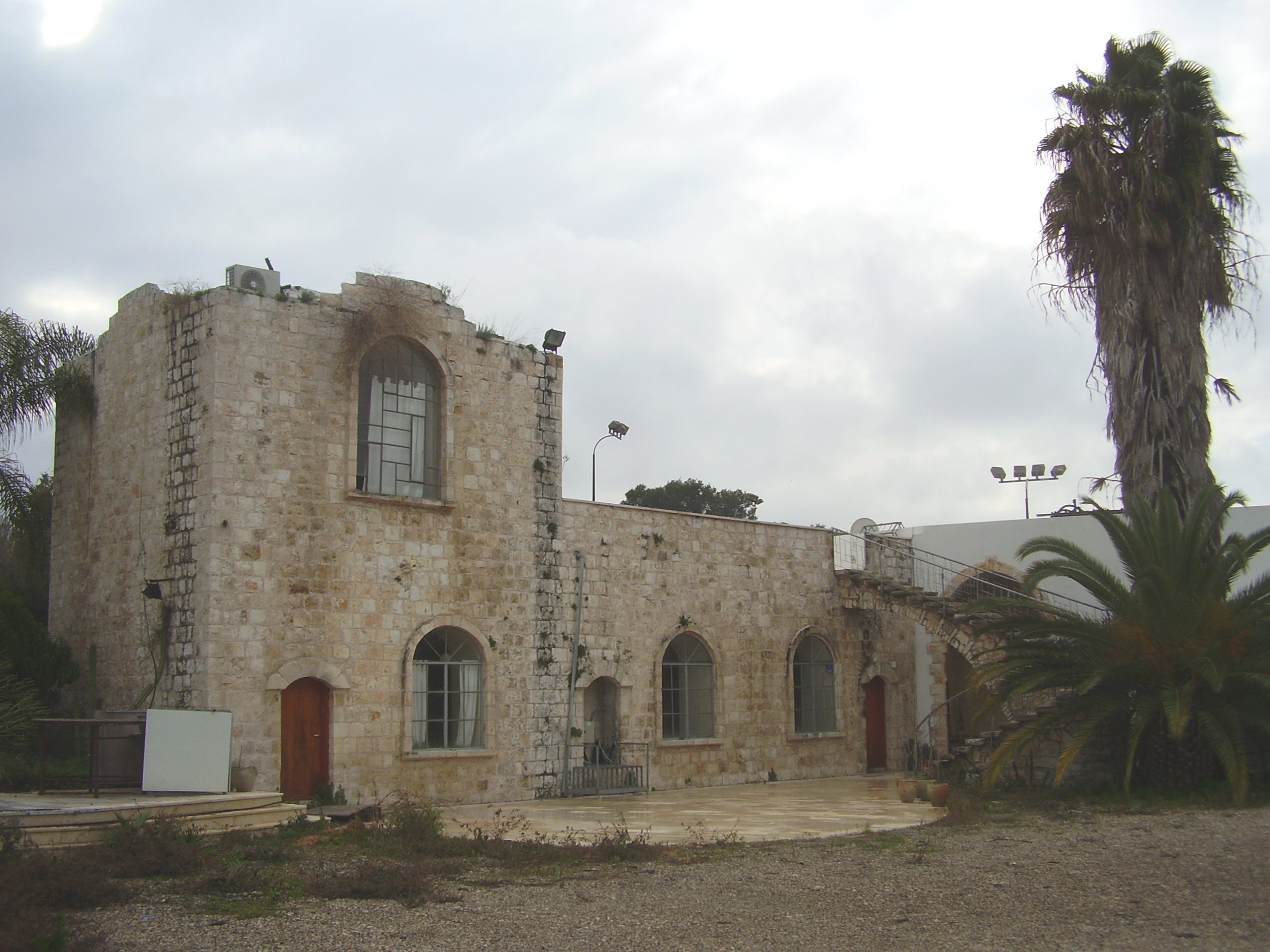
Wadi Ara, 2007

### Subdistrictul Hebron
| - 'Ajjur - al-Dawayima - masacru. - al-Qubayba - az-Zakariyya - Barqusya - Bayt Jibrin | - Bayt Nattif - Dayr Nakhkhas - Deir al-Dubban - Khirbat Umm Burj - Kudna - Mughallis | - Ra'na - Tell es-Safi - Zayta - Zikrin |

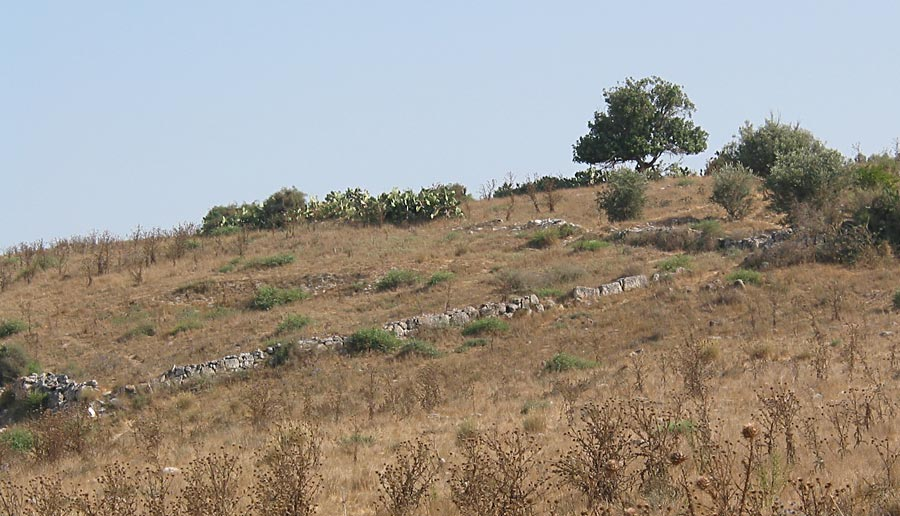
Bayt Jibrin, 2005

### Subdistrictul Jaffa
| - Abu Kishk - al-'Abbasiyya - al-Haram - al-Jammasin al-Gharbi - al-Jammasin al-Sharqi - al-Khayriyya - al-Mas'udiyya - al-Mirr | - al-Muwaylih - al-Safiriyya - al-Sawalima - al-Shaykh Muwannis - Bayt Dajan - Biyar 'Adas - Fajja - Ijlil al-Qibliyya | - Ijlil al-Shamaliyya - Jarisha - Kafr 'Ana - Rantiya - Salama - Saqiya - Yazur |

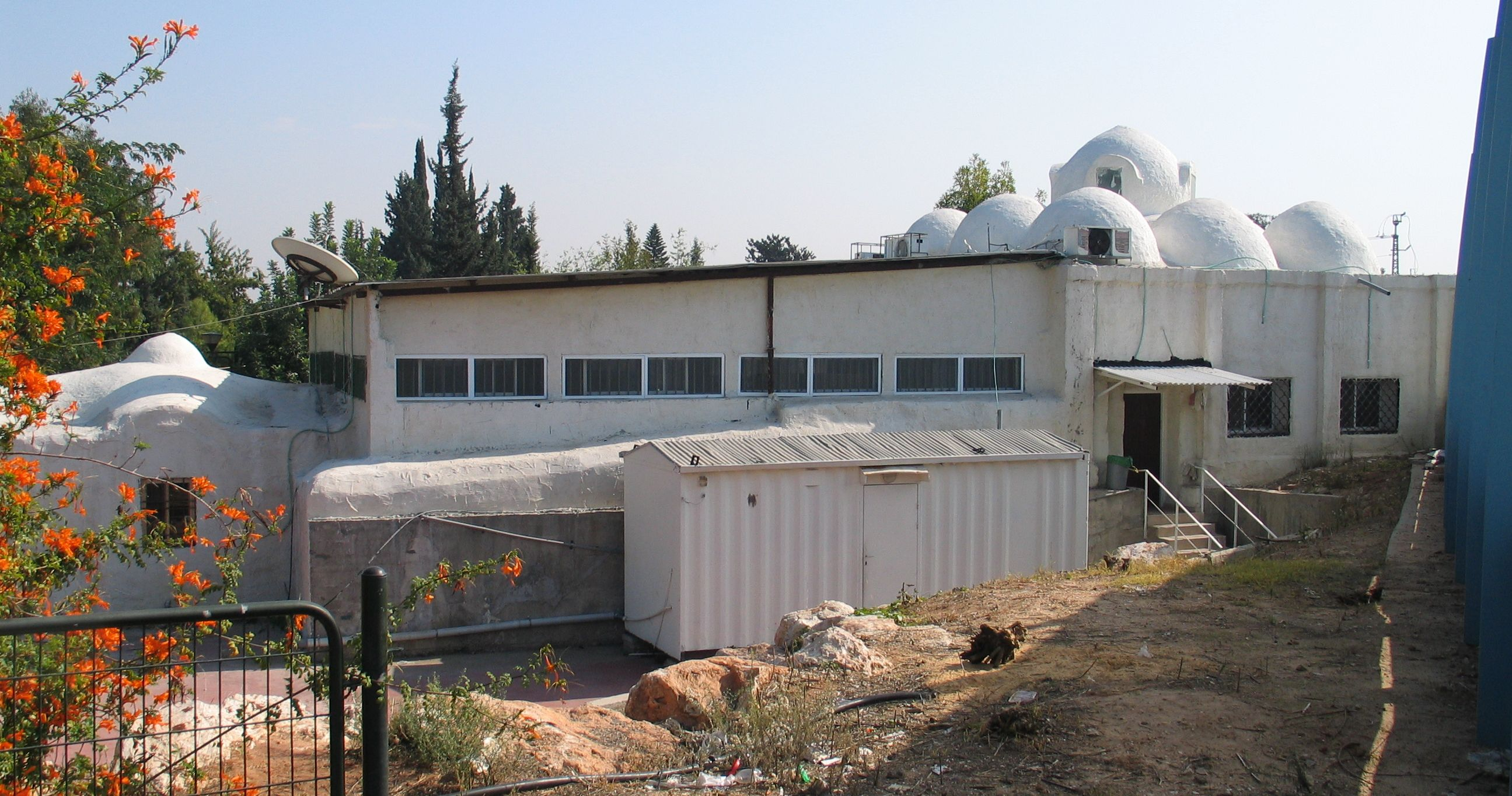
Yazur, 2008

### Subdistrictul Jenin
- Al-Mazar
- Ayn al-Mansi
- Khirbat al-Jawfa
- Lajjun
- Nuris

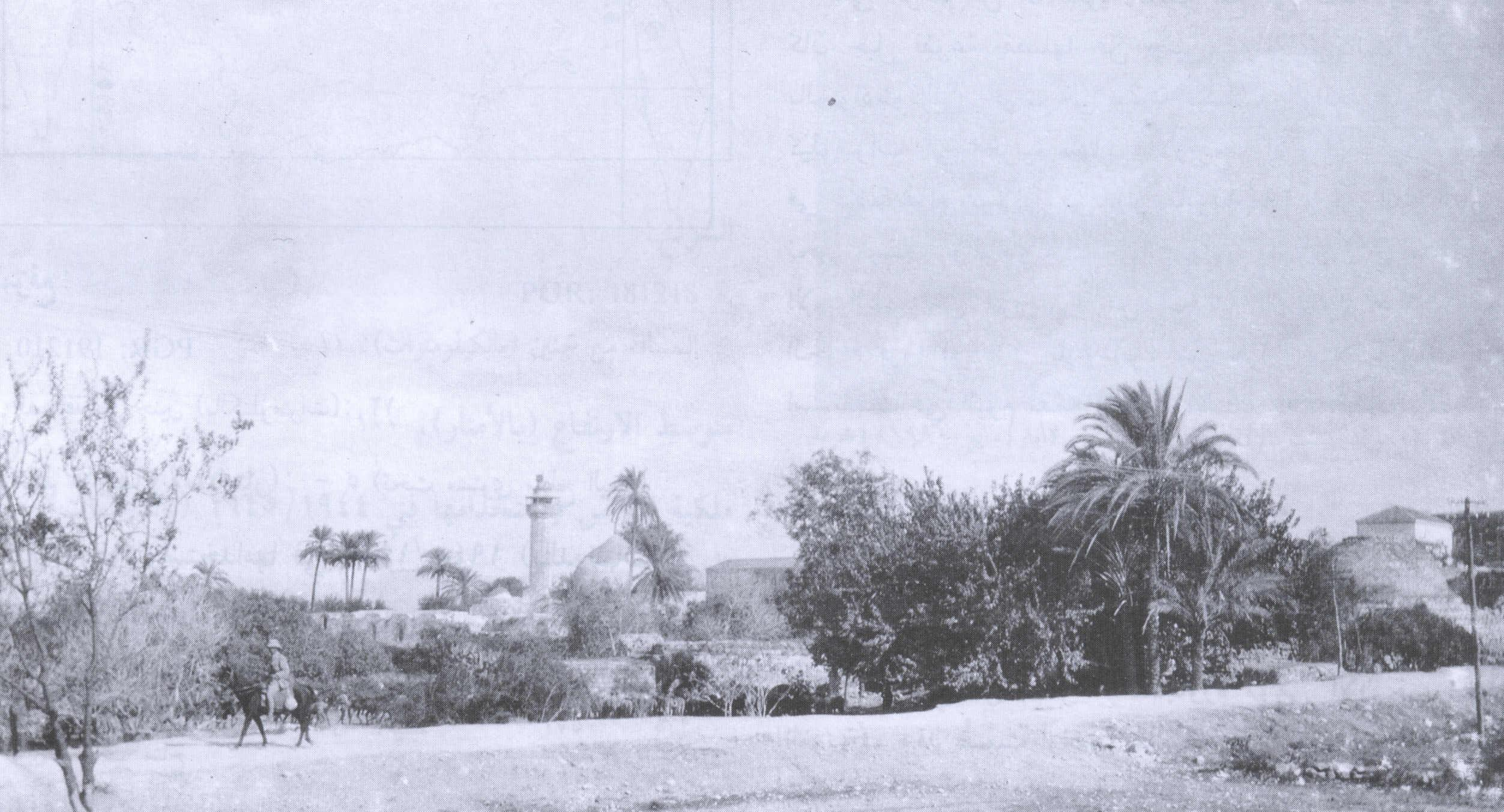
Zir'in

- Zir'in, 1918

### Subdistrictul Ierusalim
| - al-Burayj - al-Jura - al-Qabu - al-Walaja - Allar - al-Qastal - Aqqur - Artuf - Ayn Karim - Bayt 'Itab - Bayt Mahsir - Bayt Naqquba - Bayt Thul - Bayt Umm al-Mays | - Dayr 'Amr - Dayr Aban - Dayr al-Hawa - Dayr al-Shaykh - Dayr Rafat - Deir Yassin - Ishwa - Islin - Jarash - Kasla - Khirbat al-'Umur - Khirbat Al-Lawz - Khirbat al-Tannur - Khirbat Ism Allah | - Lifta - al-Maliha - Nitaf - Qalunya - Ras Abu 'Ammar - Romema - Sar'a - Saris - Sataf - Sheikh Badr - Suba - Sufla |

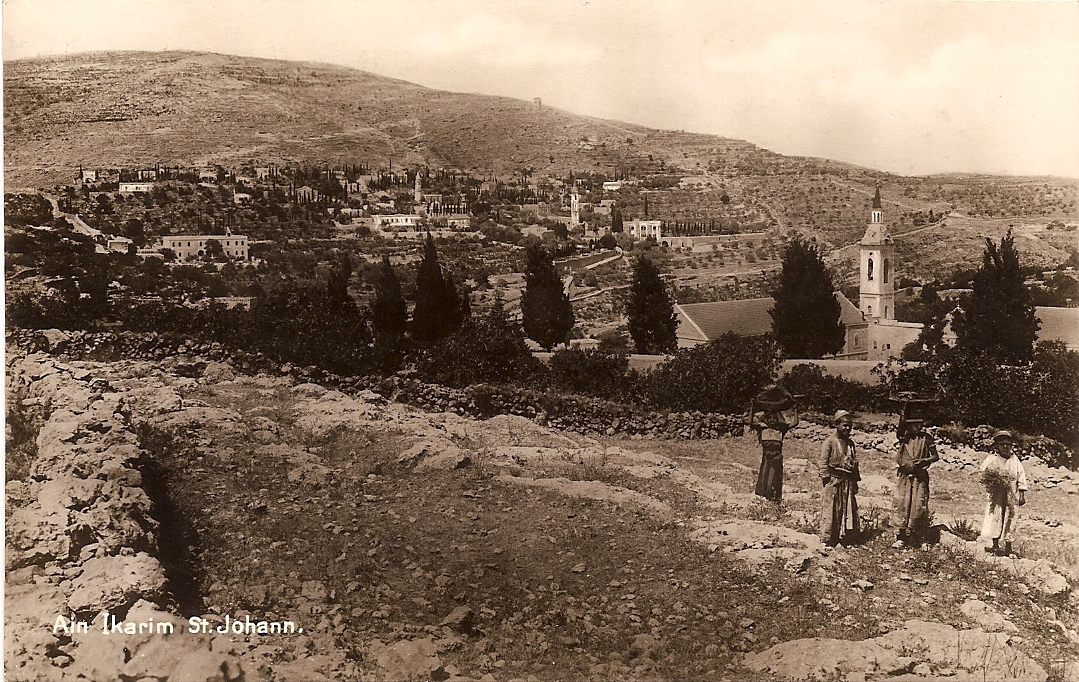
Vedere de la Ayn Karim (Ein Karem)
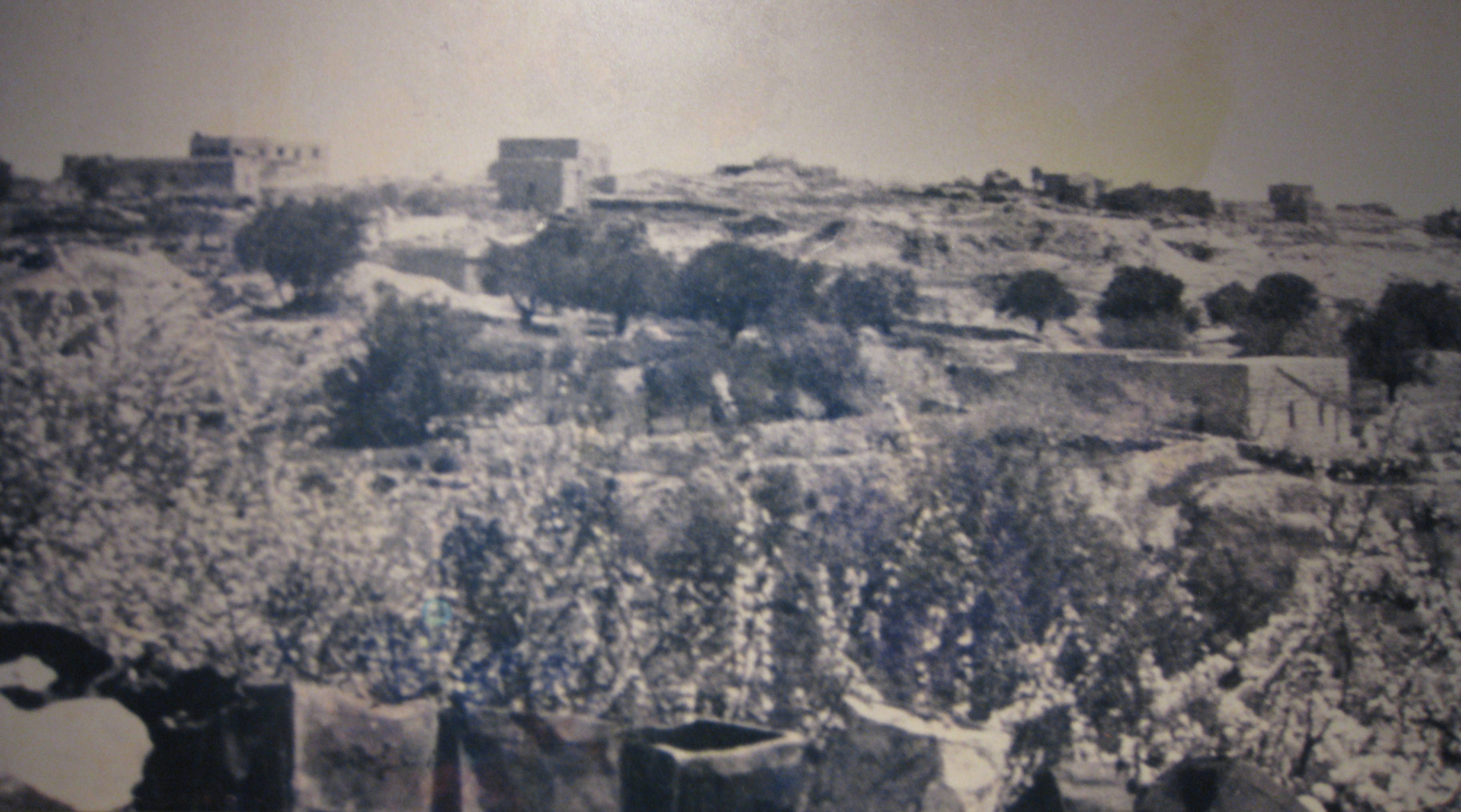
Deir Yassin, azi parte a Centrului de Sănătate Mentală Kfar Shaul

### Subdistrictul Nazareth
- al-Mujaydil
- Indur
- Ma'alul
- Saffuriyya

### Subdistrictul Ramle
| - Abu al-Fadl - Abu Shusha - Ajanjul - al-Barriyya - al-Burj - al-Haditha - al-Khayma - al-Kunayyisa - al-Maghar - al-Mansura - al-Mukhayzin - al-Muzayri'a - al-Na'ani - al-Qubab - al-Qubayba - al-Tina - al-Tira - Aqir - Barfiliya - Bashshit | - Bayt Jiz - Bayt Nabala - Bayt Shanna - Bayt Susin - Bir Ma'in - Bir Salim - Daniyal - Dayr Abu Salama - Dayr Ayyub - Dayr Muhaysin - Dayr Tarif - Idnibba - Innaba - Jilya - Jimzu - Kharruba - Khirbat al-Buwayra - Khirbat al-Duhayriyya - Khirbat Bayt Far - Khirbat Zakariyya | - Khulda - Latrun - Majdal Yaba - Nabi Rubin - Qatra - Qazaza - Qula - Sajad - Salbit - Sarafand al-Amar - Sarafand al-Kharab - Saydun - Shahma - Shilta - Umm Kalkha - Wadi Hunayn - Yibna - Zarnuqa |

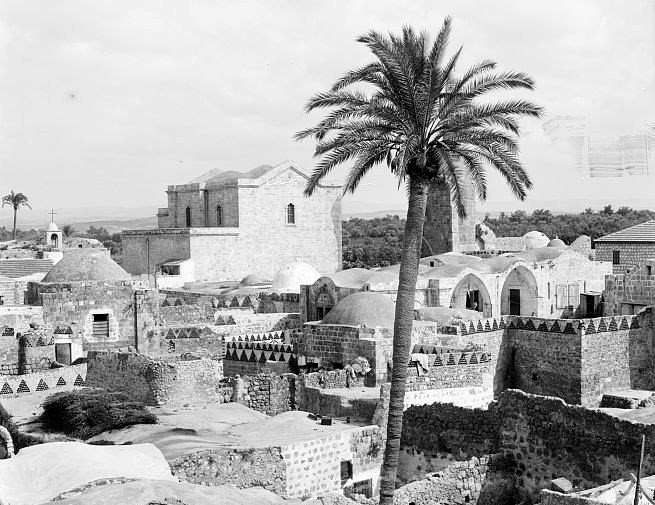
Lydda în 1920
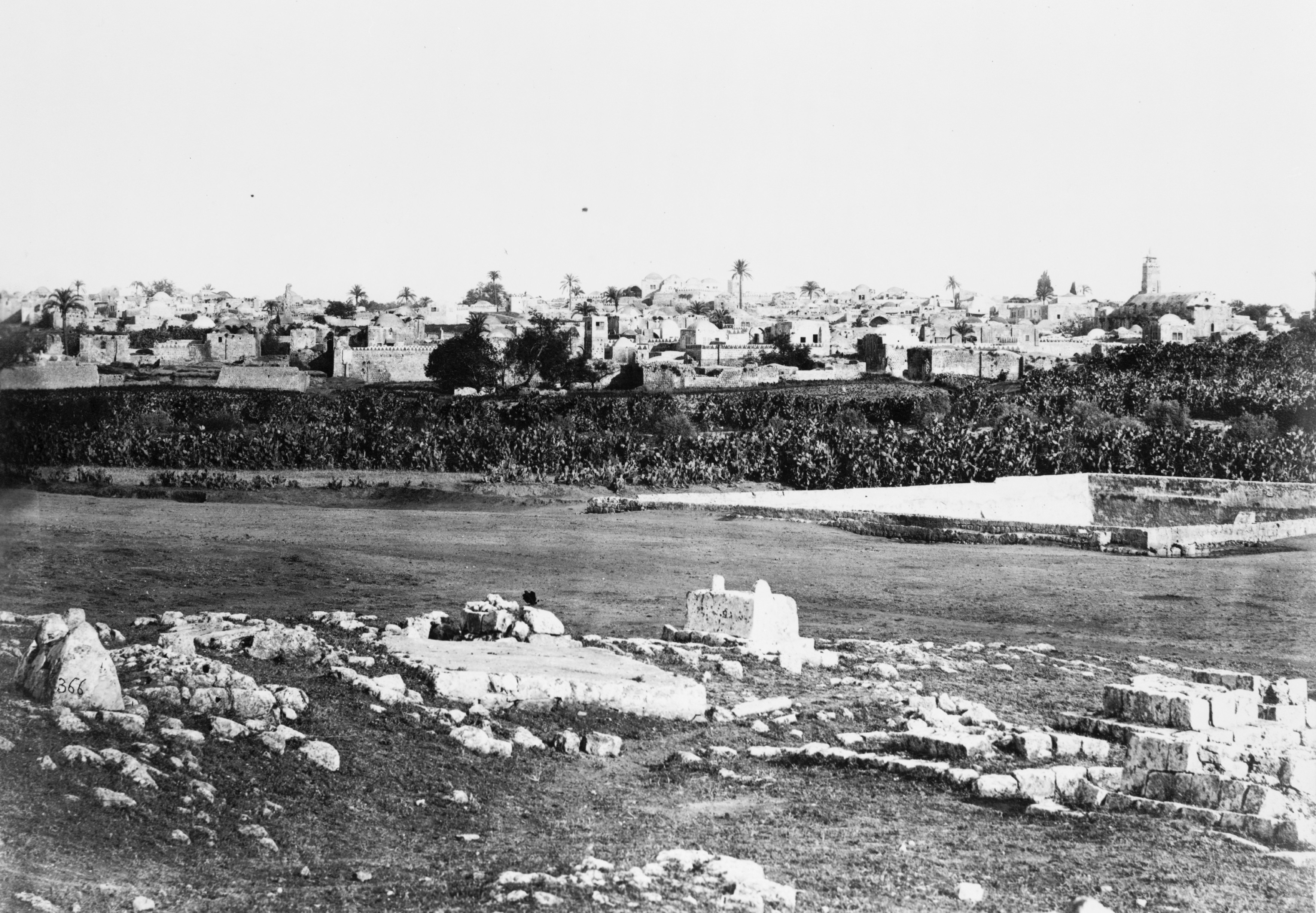
Ramle între 1870 și 1880
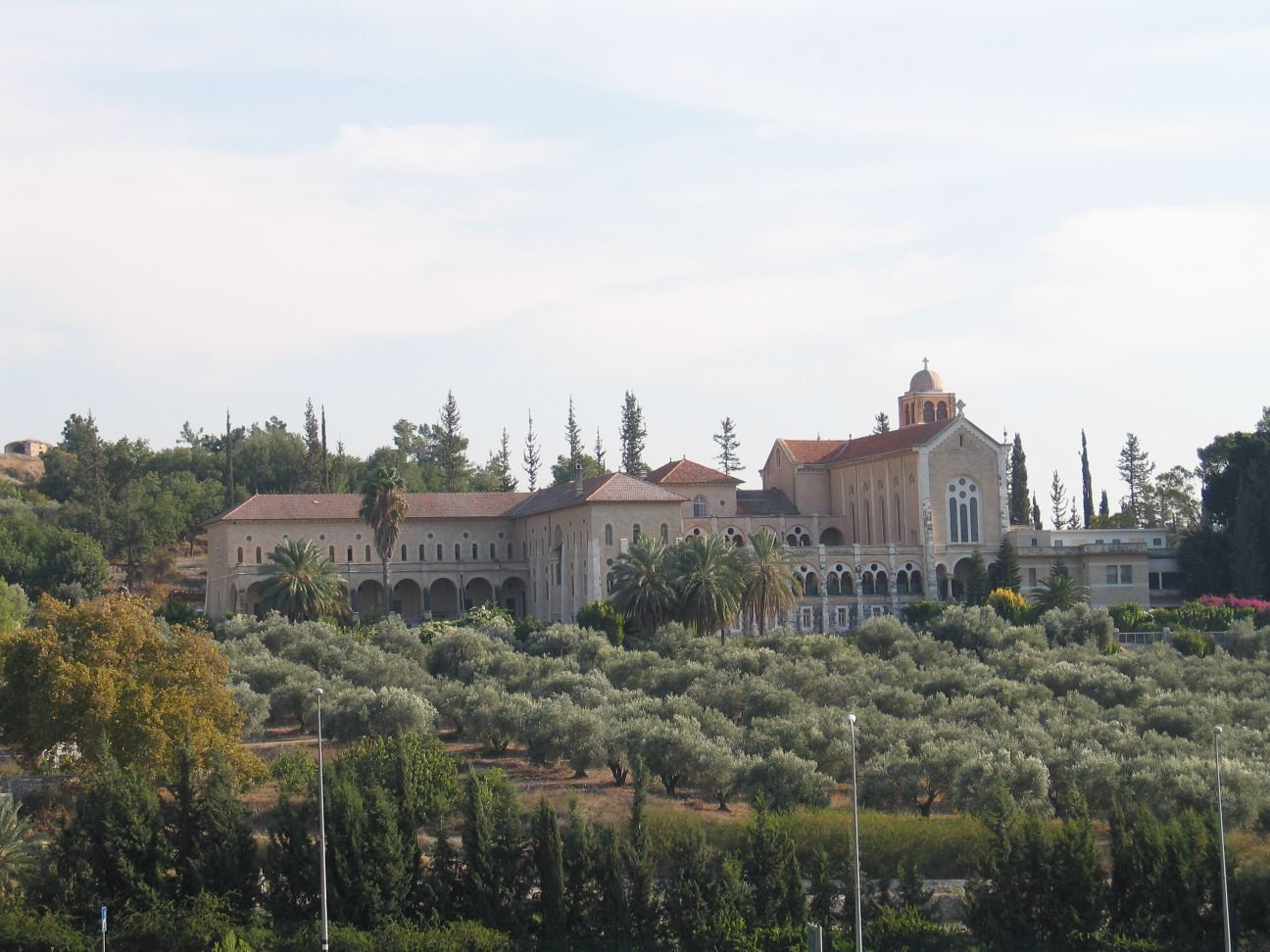
Mănăstirea trapistă din Latrun

### Subdistrictul Safad
| - 'Akbara - Abil al-Qamh - al-'Abisiyya - al-'Ulmaniyya - al-'Urayfiyya - al-Butayha - al-Buwayziyya - al-Dawwara - al-Dirbashiyya - al-Dirdara - al-Hamra' - al-Husayniyya - al-Ja'una - al-Khalisa - al-Khisas - Al-Malkiyya - al-Manshiyya - al-Mansura - al-Muftakhira - al-Na'ima - al-Nabi Yusha' - al-Qudayriyya - al-Ras al-Ahmar - al-Salihiyya - al-Sammu'i - al-Sanbariyya | - al-Shawka al-Tahta - al-Shuna - al-Wayziyya - al-Zahiriyya al-Tahta - al-Zanghariyya - al-Zuq al-Fawqani - al-Zuq al-Tahtani - Alma - Ammuqa - Arab al-Shamalina - Arab al-Zubayd - Baysamun - Biriyya - Dallata - Dayshum - Ein al-Zeitun - Fara - Farradiyya - Fir'im - Ghabbatiyya - Ghuraba - Harrawi - Hunin - Jahula - Jubb Yusuf - Kafr Bir'im | - Khan al-Duwayr - Khirbat al-Muntar - Khirbat Karraza - Khiyam al-Walid - Kirad al-Baqqara - Kirad al-Ghannama - Lazzaza - Madahil - Mallaha - Mansurat al-Khayt - Marus - Meiron - Mughr al-Khayt - Qabba'a - Qadas - Qaddita - Qaytiyya - Sa'sa' - Sabalan - Safad - Safsaf - masacru. - Saliha - masacru. - Taytaba - Tulayl - Yarda - al-Zawiya |

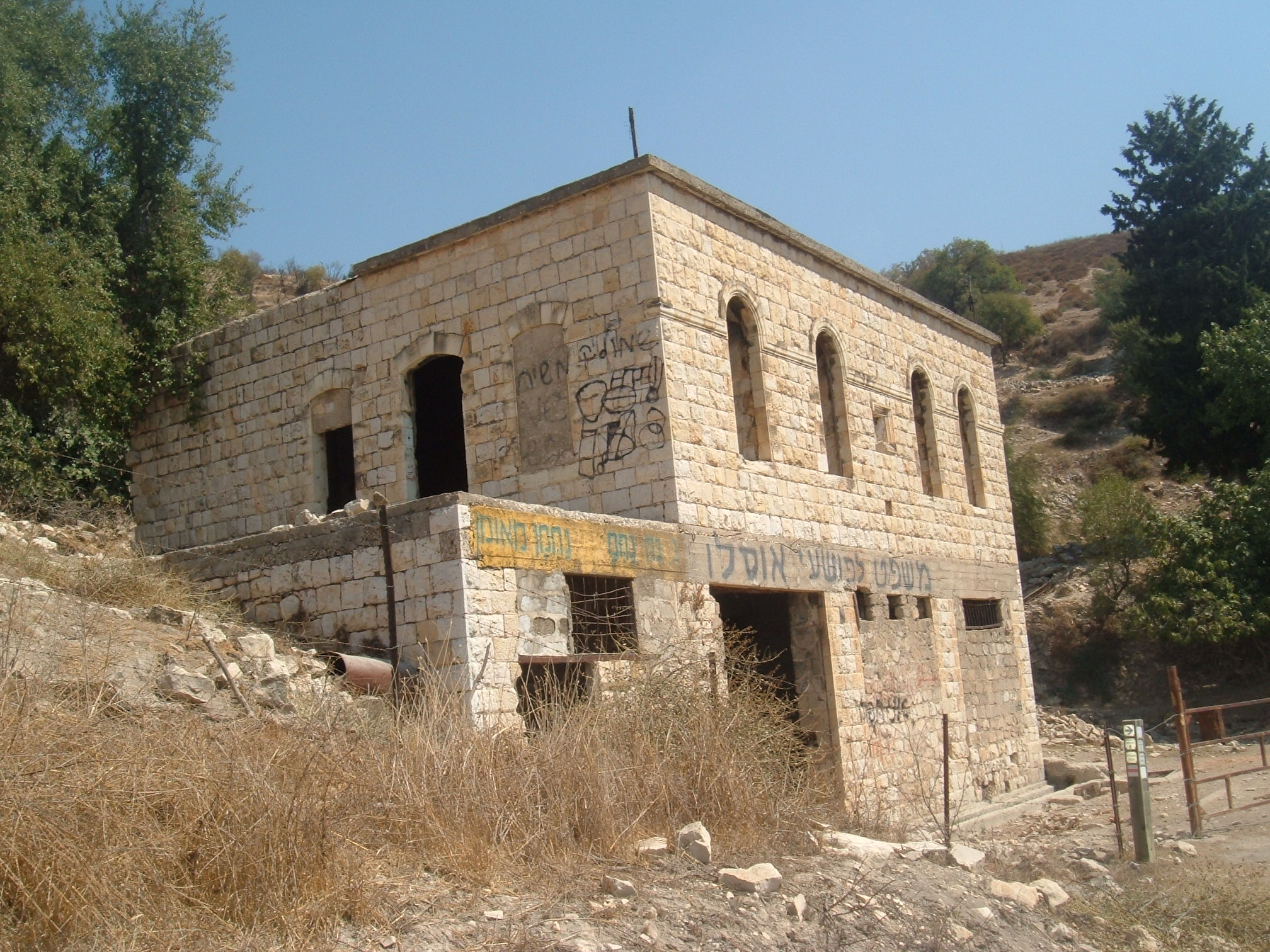
Ein al-Zeitun
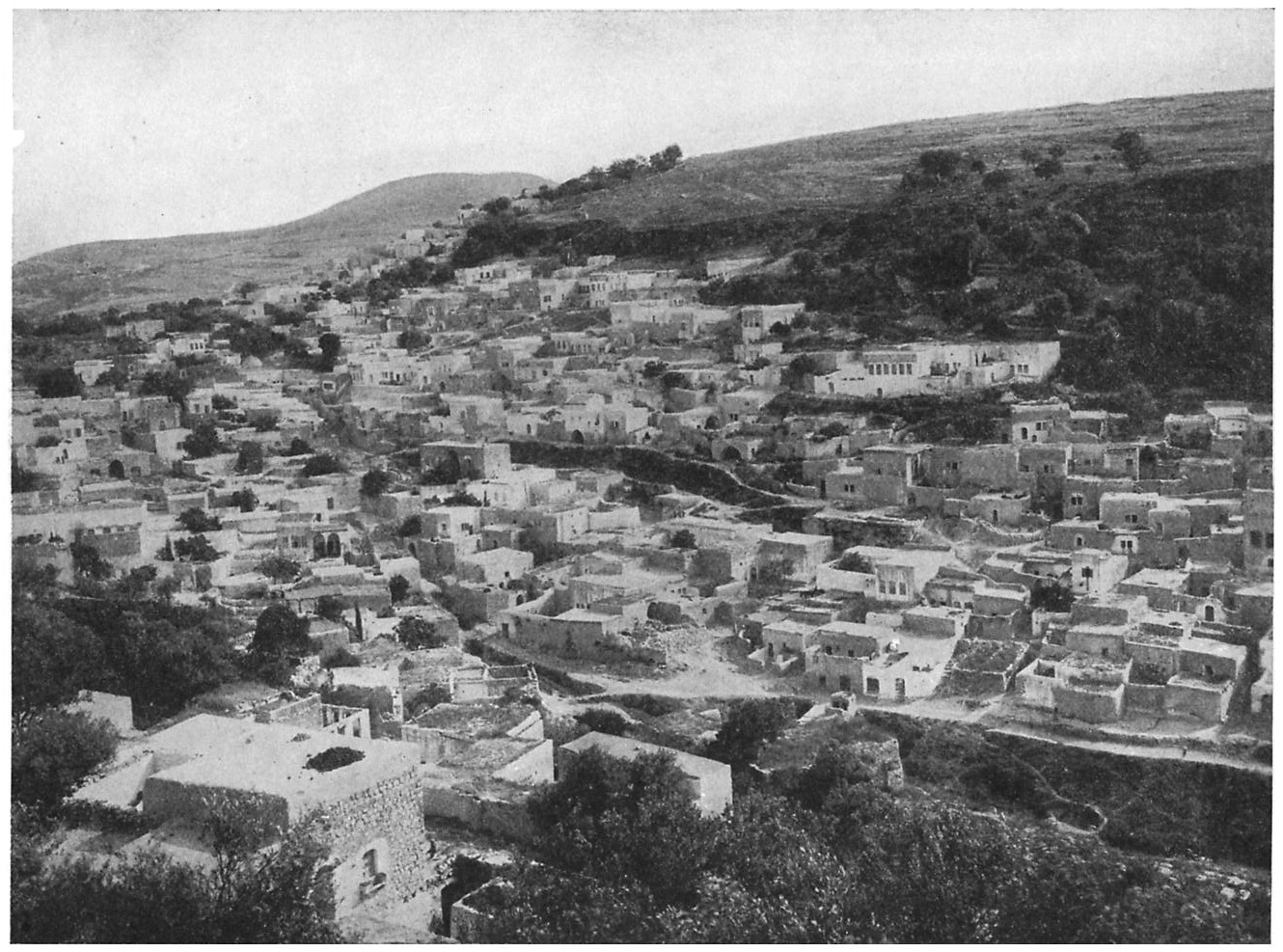
Safad, 1908

### Subdistrictul Tiberias
| - Al-'Ubaydiyya - al-Dalhamiyya - al-Hamma - al-Majdal - al-Manara - al-Manshiyya - al-Mansura - al-Nuqayb | - al-Samakiyya - al-Samra - al-Shajara - Awlam - Ghuwayr Abu Shusha - Hadatha - Hittin - Kafr Sabt | - Khirbat al-Wa'ra al-Sawda' - Lubya - Ma'dhar - Nasir ad-Din - Nimrin - Samakh - Tabgha - Yaquq |

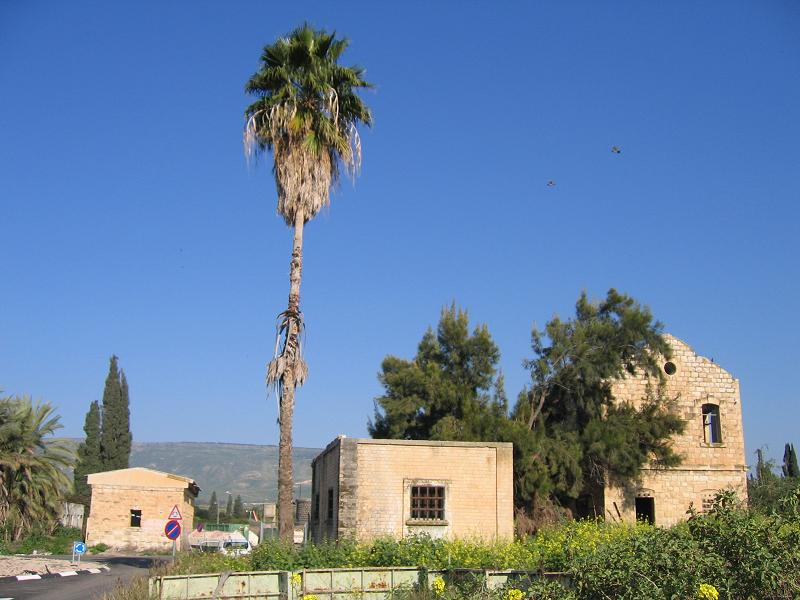
Samah, 2006
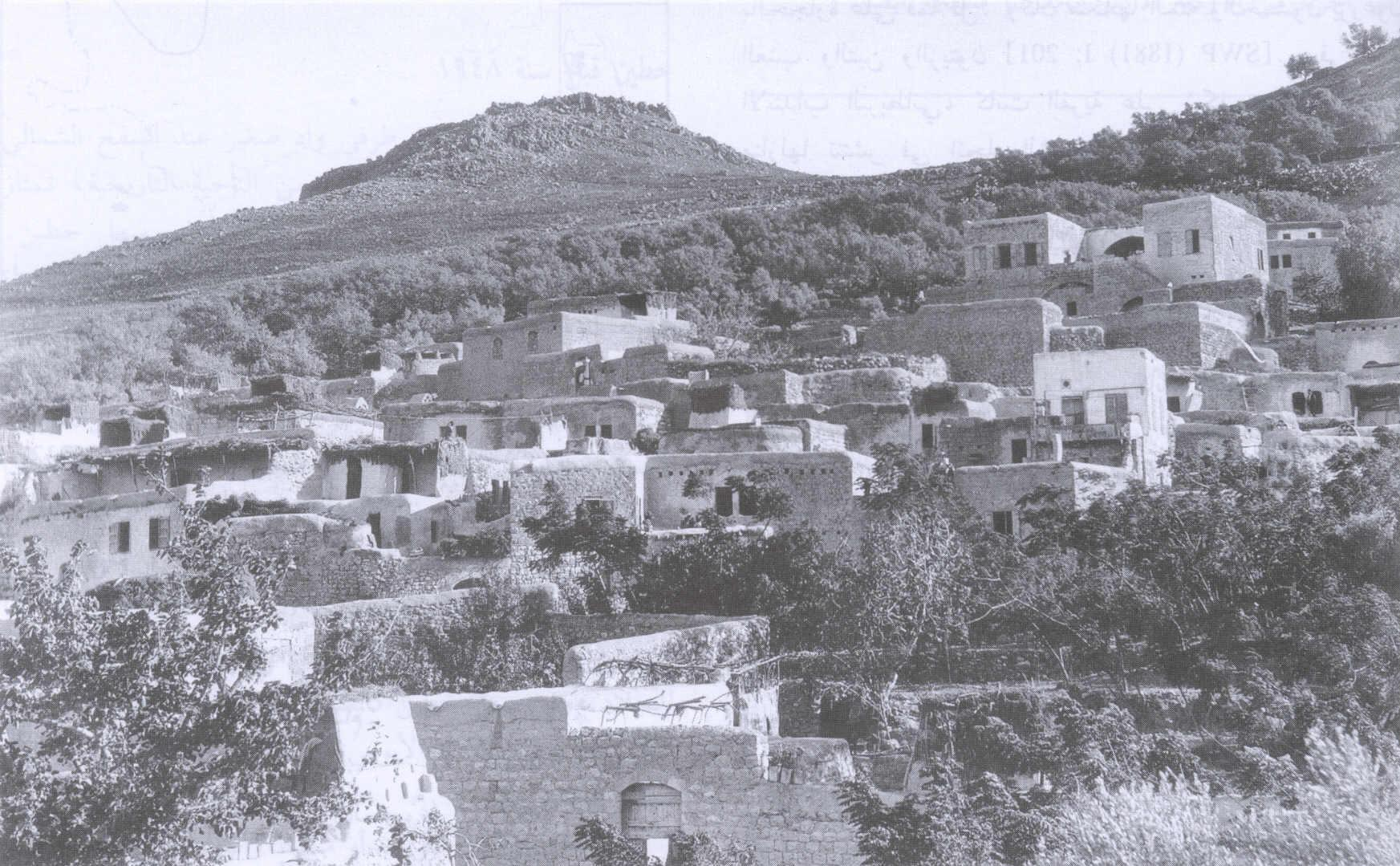
Hittin, 1934

### Subdistrictul Tulkarem
| - al-Jalama - al-Manshiyya - Bayyarat Hannun - Fardisya - Ghabat Kafr Sur - Kafr Saba | - Khirbat al-Majdal - Khirbat al-Zababida - Khirbat Bayt Lid - Khirbat Zalafa - Miska - Qaqun | - Raml Zayta - Tabsur - Umm Khalid - Wadi al-Hawarith - Wadi Qabbani |

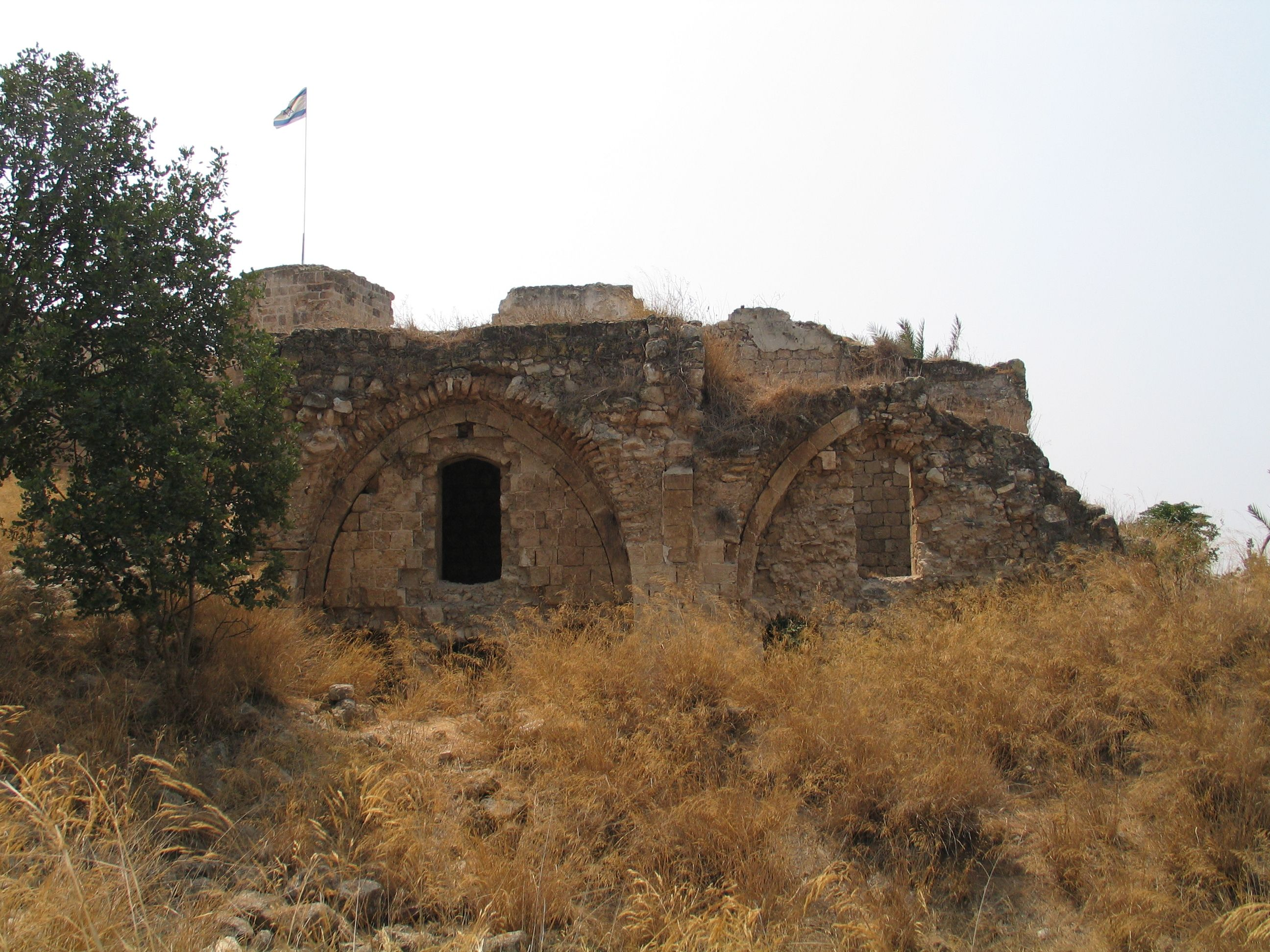
Qaqun, 2008